# Форнах
Форнах (нем. Fornach) — коммуна (нем. Gemeinde) в Австрии, в федеральной земле Верхняя Австрия. 
Входит в состав округа Фёклабрук.  Население составляет 938 человек (на 1 января 2008 года). Занимает площадь 18 км². Официальный код  —  41708.

## Политическая ситуация
Бургомистр коммуны — Вольфганг Циэр (АНП) по результатам выборов 2003 года.
Совет представителей коммуны (нем. Gemeinderat) состоит из 13 мест.
- АНП занимает 10 мест.
- СДПА занимает 2 места.
- АПС занимает 1 место.